# Stanisław Wilk
Stanisław Wilk (ur. 18 maja 1944 w Straszowej Woli) – polski duchowny katolicki, salezjanin (SDB) prof. dr hab. nauk teologicznych, historyk, rektor KUL w latach 2004–2012.

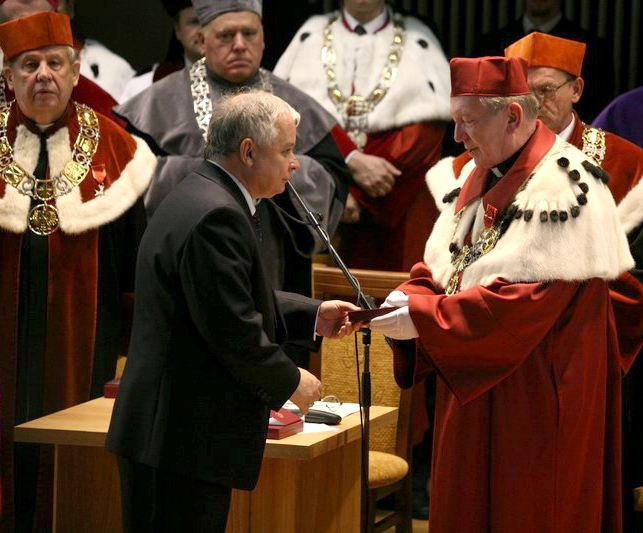
Przekazanie na ręce J.M. Rektora Katolickiego Uniwersytetu Lubelskiego ks. prof. Stanisława Wilka, nadanego pośmiertnie ppor. Janowi Bołbottowi, Krzyża Srebrnego Orderu Wojennego Virtuti Militari. 19 października 2008 r.

## Życiorys
Studiował w Instytucie Historii Kościoła Katolickiego Uniwersytetu Lubelskiego, magisterium otrzymał w 1972, doktorat w 1982, a habilitację w 1993. W latach 1993–1996 był prodziekanem Wydziału Teologii KUL, 1996–2004 prorektorem KUL do spraw studenckich, od 2004 rektorem KUL. Od 13 listopada 2007 członek Honorowego Komitetu Rozwoju Centrum Onkologii Ziemi Lubelskiej im. św. Jana z Dukli. Autor ponad stu prac naukowych. Zainteresowania naukowe: dzieje nuncjatury w Polsce, historia salezjanów, kardynał August Hlond, episkopat Polski.

## Nagrody i odznaczenia
- Krzyż Oficerski Orderu Odrodzenia Polski (2008)[2]
- Order Krzyża Ziemi Maryjnej III klasy (Estonia, 2007)[3]
- Nagroda im. Księdza Idziego Radziszewskiego za rok 2018[4]